# 土曜邦画劇場
以下の『土曜邦画劇場』を本項で詳述する。
1. 1969年および1972年に東京12チャンネル（現・テレビ東京）で放送された映画番組。
2. 1972年から1984年まで（中断あり）フジテレビで放送された映画番組。

## 東京12チャンネルの『土曜邦画劇場』
『土曜邦画劇場』（どようほうがげきじょう）は、1969年4月5日から同年9月27日および1972年1月から同年3月までの2期にわたって東京12チャンネル（現・テレビ東京）で放送された映画番組である。放送時間はいずれも毎週土曜 21:00 - 22:25 (JST) 。

### 概要
それまで放送された『お好み劇場』が土曜15:00に移動したのに伴い開始した番組で、『土曜映画劇場』が邦画や洋画を放送していたのに対し、当番組は石原裕次郎主演の日活作品や、長谷川一夫主演の大映作品を中心にした邦画のみを放送した。また7月から8月にかけては「妖怪シリーズ」と銘打ち、大映の「怪猫シリーズ」や「怪談シリーズ」を放送した。
番組は半年で終了した。その後、1972年に『大江戸捜査網』中断中に放送された『絵島生島』が3か月で打ち切られたのに伴い、同年春の改編までのつなぎ番組として放送された。

### 放送作品一覧

#### 第1期
1. 鷲と鷹
2. 嵐を呼ぶ男
3. 喧嘩太郎
4. 堂々たる人生
5. 勝利者
6. 清水の暴れん坊
7. 天と地を駆ける男
8. 夜の牙
9. あじさいの歌
10. 冥土の顔役
11. 花の長脇差
12. 浅間の鴉
13. 番町皿屋敷 お菊と播磨
14. 怪猫夜泣き沼（21:30 - 22:55に放送）
15. 怪猫逢魔ヶ辻
16. 怪猫深川情話
17. 怪猫呪いの壁
18. 怪談夜泣き灯篭
19. 怪談鬼火の怪
20. 逢い染め笠
21. 鼠小僧忍び込み控
22. 鉄火奉行
23. ？（21:30 - 22:55で放送）
24. 鬼あざみ
25. 千両肌

### 参考資料
- 「朝日新聞」ラジオ・テレビ欄（1969年4月 - 9月）

## フジテレビの『土曜邦画劇場』
『土曜邦画劇場』（どようほうがげきじょう）は、1972年4月から1973年9月および1976年4月から1984年3月までの2期にわたってフジテレビで放送された映画番組である（関東ローカル）。放送時間はいずれも毎週土曜 16:00 - 17:25 (JST) 。
なお、1978年10月からは『土曜映画劇場』（どようえいがげきじょう）と題して放送されていたが、テレビ朝日系列の同名番組とは関係無い。

### 概要
その名の通り日本映画を放送する番組で、東宝を中心にした作品を放送、特に『駅前シリーズ』は全作放送した。また、特撮映画や劇場用アニメ映画も放送したことがある。
1973年10月に『土曜スペシャル』（第1期・テレビ東京版や日本テレビ版とは無関係）を設定したため一旦中断したが、『土スペ』が枠移動したのに伴い再開した。
1984年3月をもって通算9年半の幕を下ろし、次番組は単発特別番組枠『土曜ワイド』となり、2018年4月から15:30〜17:30枠は再び『土曜スペシャル』の名称となっている。
なお、中断期間および終了後も『土曜スペシャル』や『土曜ワイド』で不定期に映画が放送されている。

### 放送された作品

#### 第1期
- のら犬作戦
- 座頭市地獄旅
- 不知火小僧評判記
- 南の島に雪が降る（1961年版）
- 宇宙大戦争
- 大江戸七人衆
- 千姫と秀頼
- 第6の容疑者
- 真紅の男
- ゴジラ（第1作）
- 暗黒街の弾痕
- 敵役暁に死す
- ほか

#### 第2期
- クレージーの大爆発
- 喜劇 三億円大作戦
- クレージー作戦 先手必勝
- クレージー作戦 くたばれ!無責任
- 社長忍法帖
- コント55号 俺は忍者の孫の孫
- 無責任遊侠伝
- 社長漫遊記
- コント55号 宇宙大冒険
- ニッポン無責任時代
- ニッポン無責任野郎
- 駅前シリーズ（全作）
- ひょっこりひょうたん島（東映動画アニメ版）
- エレキの若大将
- 野球狂の詩（木之内みどり主演版）
- 日本一のゴマすり男
- サラリーマン出世太閤記
- 大怪獣空中戦 ガメラ対ギャオス
- 大盗賊
- 黄門社長漫遊記
- ガメラ対大悪獣ギロン
- 大怪獣決闘 ガメラ対バルゴン
- ほか

### 備考
- 1期・2期とも、スポーツ中継や単発番組で休止することもあった。